# Lissotesta
Lissotesta là một chi ốc biển, là động vật thân mềm chân bụng sống ở biển trong họ Turbinidae.

## Các loài
Các loài trong chi Lissotesta gồm có:
- Lissotesta ambigua Dell, 1956
- Lissotesta arenosa Laseron, 1954
- Lissotesta aupouria Powell, 1937
- Lissotesta benthicola Powell, 1927
- Lissotesta bicarinata Powell, 1940
- Lissotesta conoidea Powell, 1937
- Lissotesta contabulataTate, R., 1899 [2]
- Lissotesta decipiens Powell, 1940
- Lissotesta errata Finlay, 1927
- Lissotesta exigua [cần dẫn nguồn]
- Lissotesta gittenbergeri (van Aartsen & Bogi, 1988)
- Lissotesta granum (Murdoch and Suter, 1906
- Lissotesta impervia (Strebel, 1908)[3]
- Lissotesta inscripta (Tate, 1899)
- Lissotesta liratula (Pelseneer, 1903)
- Lissotesta macknighti (Dell, 1990)[4]
- Lissotesta major Warén, 1992
- Lissotesta mammillata (Thiele, 1912)
- Lissotesta micra (Tenison-Woods, 1876)
- Lissotesta minima (Seguenza, 1876)
- Lissotesta minutissima (E. A. Smith, 1907)
- Lissotesta notalis (Strebel, 1908)[5]
- Lissotesta oblata Powell, 1940
- Lissotesta otagoensis Dell, 1956
- Lissotesta radiata (Hedley, 1907)
- Lissotesta scalaroides Rubio & Rolán, 2013
- Lissotesta similis (Thiele, 1912)[6]
- Lissotesta strebeli (Thiele, 1912)
- Lissotesta turrita (Gaglini, 1987)
- Lissotesta unifilosa (Thiele, 1912)[7]